# Karakuł

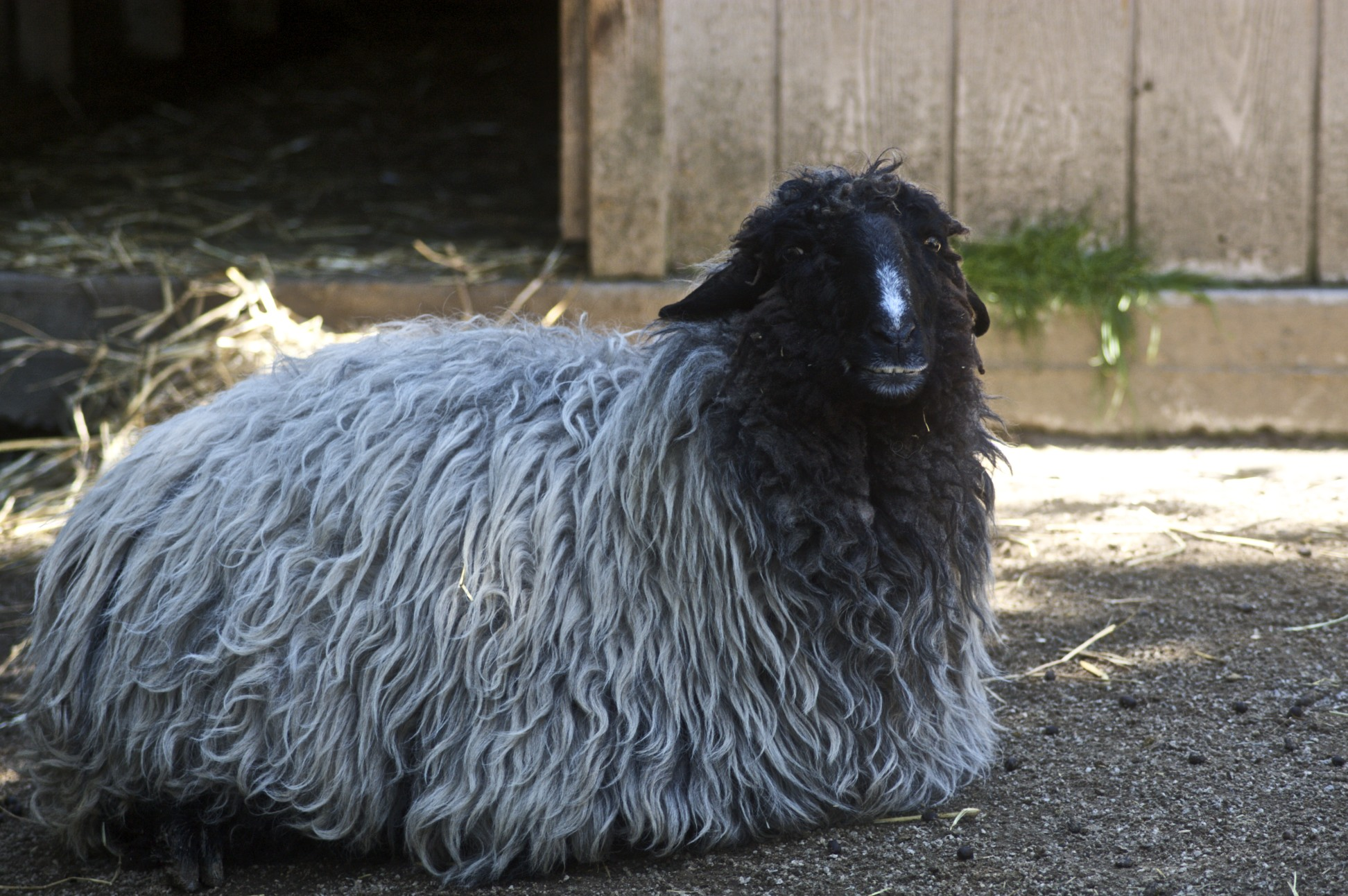
Karakuł

Karakuł – jedna z najstarszych ras owcy domowej, pochodząca z południowo-zachodniej Azji. Nazwa rasy wywodzi się od miejscowości Qorakoʻl (Karakul) w Uzbekistanie – centrum hodowli owiec tej rasy. Wiadomo, że owce rasy karakuł były hodowane w VIII w. w zachodnim Turkiestanie, skąd rozprzestrzeniły się do innych regionów Azji Środkowej, ale badania archeologiczne wskazują, że mogły być już znane około 1400 p.n.e., co czyniłoby je najstarszą ze znanych ras owiec. Wysokiej jakości wyroby z karakuł znaleziono w świątyniach starożytnego Babilonu.
Owce tej rasy mają charakterystyczne obwisłe uszy i warstwę tłuszczu w okolicy ogona – należą do tzw. owiec tłustoogoniastych. Wyhodowane w surowych warunkach są zwierzętami długo żyjącymi, odpornymi zarówno na niskie, jak i wysokie temperatury. Wymagają terenów suchych. Są też odporne na pasożyty. Należą do owiec średniej wielkości. Samice osiągają masę ciała 45–50 kg, samce 80–100 kg.
Obecnie owce rasy karakuł są hodowane głównie w Azji i Afryce. W Europie, w tym w Polsce, rzadko. Do Stanów Zjednoczonych zostały sprowadzone w 1908 i 1929. Hodowane dla cenionych w przemyśle futrzarskim skór (karakuły), wełny, mięsa oraz mleka, które zawiera ok. 8% tłuszczu.
Wyselekcjonowano kilka odmian barwnych. Ich nazwy pochodzą od nazw regionów, w których zostały wyhodowane, m.in.: Arabi (czarna), Guligas (różowa mieszana z niewielką ilością białego włosa), Kambar (brązowa), Shirazi (szara). Rzadziej spotykane są osobniki o umaszczeniu białym lub pstrokatym.